# Campionati svedesi di sci alpino 1962
Ai Campionati svedesi di sci alpino 1962 furono assegnati i titoli di discesa libera, slalom gigante e slalom speciale, sia maschili sia femminili.

## Risultati
| Specialità      | Uomini        | Donne              |
| --------------- | ------------- | ------------------ |
| Discesa libera  | Lars Mattsson | Kathinka Frisk     |
| Slalom gigante  | Olle Rolén    | Vivi-Anne Wassdahl |
| Slalom speciale | Tore Grahn    | Vivi-Anne Wassdahl |